# آرتور فلیکس
آرتور فلیکس (انگلیسی: Arthur Felix؛ ‏ ۳ آوریل ۱۸۸۷ – ۱۷ ژانویهٔ ۱۹۵۶) دانشمندی لهستانی در زمینه میکروبیولوژی و سرم‌شناسی بود.
او در رشتهٔ شیمی تحصیل کرد و مدرک دکترای علوم را در این رشته دریافت کرد. سپس به وین رفت تا در رشتهٔ میکروبیولوژی ادامه تحصیل دهد. او که یک یهودی بود در دوران دانشجویی در وین به موضوع صهیونیسم علاقه‌مند شد و بعدها به یک صاحب‌نظر در مورد مسئله فلسطین مبدل شد.
در سال ۱۹۱۵، آرتور فلیکس و ادموند وایل افسران پزشکی اتریشی در یک آزمایشگاه صحرایی در سوکال بودند که در آن، یک آزمایش تشخیصی برای بیماران مبتلا به تیفوس کشف کردند که از واکنش متقاطع آنتی‌بادی‌ها به سویه‌ای از باسیلوس پروتئوس که از ادرار جدا شده بود، استفاده می‌کرد. آنها آزمایش وایل-فلیکس را برای تشخیص تیفوس و سایر بیماری‌های ریکتزیایی ابداع کردند. استفاده از نمادهای O و H در سیستم «طبقه‌بندی کافمن-وایت» از پژوهش‌های ادموند ویل و آرتور فلیکس سرچشمه می‌گیرد.
آرتور فلیکس در سال ۱۹۳۴، آنتی‌ژن Vi را در بیماران مبتلا به حصبه شناسایی کرد. کشف آنتی‌ژن Vi با همکاری دوشیزه مارگارت پیت انجام شد. پیت در طول زندگی حرفه‌ای‌اش با فلیکس نشریات بسیاری را تألیف کرد، اگرچه اطلاعات زیادی در مورد او وجود ندارد، زیرا زن‌ستیزی رایج در آن دوران او را از رسیدن به شهرتی که به‌عنوان یک دانشمند سزاوارش بود، بازداشت.
فلیکس و پیت سویه Ty2 حصبه را جدا کردند که امروزه همچنان، در پژوهش‌های آزمایشگاهی مورد استفاده قرار می‌گیرد Ty2 و پایه‌ای برای سویه واکسن Ty21a هم بود، که یک سویه زندهٔ ضعیف‌شده که امروزه برای جلوگیری از بروز حصبه استفاده می‌شود. Ty2 در سال ۱۹۱۸ از یک بیمار در خرسون جدا شد Ty2 . به دلیل توانایی آن در جلوگیری از آگلوتیناسیون در سرم خرگوش مورد بررسی قرار گرفت که فلیکس و پیت بعداً دریافتند این موضوع به‌دلیل تولید کپسول Vi است که اتصال آنتی‌ژن O را مهار می‌کند. او و پیت همچنین موفق به کشف آنتی‌ژن‌های موجود در تب شبه‌حصبه‌ای A و B شدند. او همچنین با همکاری یک دانشمند زن دیگر، به نام دوشیزه «ام. رودز»، یک مرور جامع از آنچه در مورد حصبه و نحوهٔ تشخیص آن موجود بود، نوشتند.
آرتور فلیکس پس از جنگ جهانی اول به بریتانیا مهاجرت کرد. او در بیلسکو بیاوا، وین، پراگ، لندن و مرکز درمانی هداسا در اورشلیم پژوهش‌های علمی خود را ادامه داد و در سال ۱۹۴۲ به‌عنوان همکار انجمن سلطنتی انتخاب شد.